# 세탁실
세탁실(洗濯室)은 세탁을 할 수 있도록 따로 마련해 놓은 공간이다. 대체로 부엌 옆에 설치된 경우가 대부분이다. 근래에는 베란다 뒤쪽이나 다용도실을 세탁실로 활용하는 경우가 늘어났다.
세탁실은 옷을 세탁하고 건조하는 공간이다. 현대 가정의 세탁실에는 자동 세탁기와 의류 건조기가 설치되어 있으며, 스웨터와 다리미판과 같은 섬세한 옷을 손으로 세탁할 수 있는 세탁조라고 불리는 대형 세면대가 있는 경우도 많다. 일반적인 세탁실은 오래된 주택의 지하에 위치하지만, 많은 현대 주택에서는 세탁실이 주방 근처 1층이나 침실 근처 위층에 있을 수 있다.
또 다른 전형적인 위치는 차고에 인접해 있으며 세탁실은 차고 입구를 위한 머드룸 역할을 한다. 차고는 집의 나머지 부분과 높이가 다른 경우가 많기 때문에 차고의 입구 역할을 하는 세탁실은 집의 나머지 부분에서 가라앉을 수 있다. 이는 차고와 집 사이에 계단이 필요한 것을 방지하거나 줄인다.
세탁실에는 보관 캐비닛, 옷 개는 조리대, 공간이 허락하는 한 작은 재봉틀도 포함될 수 있다.
영국의 대부분의 주택에는 세탁실이 없다. 따라서 세탁기와 건조기는 대개 부엌이나 차고에 위치한다.
헝가리의 일부 오래된 아파트 건물과 대부분의 근로자 호스텔에는 헝가리어로 mosókonyha("세탁 주방")라고 불리는 공동 세탁실이 있다. 전자에서는 주민들이 아파트에서 모두 개인 세탁기를 소유하기 시작하면서 낡은 세탁실을 작은 아파트, 상점 또는 작업장(예: 제화공실)으로 개조하거나 단순히 보관용으로 사용하기도 했다.

## 같이 보기
- 기계실